# Теплицький Вадим Ізраїлевич
Вадим Ізраїлевич Теплицький (18 червня 1927 року, Київ, Українська РСР, СРСР — 30 квітня 2017 року, Бат-Ям, Ізраїль) — радянський та ізраїльський інженер-економіст, журналіст, історик шахів. Автор понад 20 книг, у тому числі монографій з історії шахів, а також понад 400 статей, нарисів, репортажів, віршів, гуморесок, пародій, епіграм, опублікованих в українських, ізраїльських, російських та американських ЗМІ, а також в Інтернеті. Кандидат у майстри з шахів. Співавтор Енциклопедичного словника «Шахмати» (Москва, 1990).

## Життєпис
У серпні 1941 року евакуювався з матір'ю спочатку з Києва до Сталінграда, потім, коли німецькі війська наблизилися до міста, утік до Середньої Азії. Батько, інженер-хімік 2-го рангу Ізраїль Гершкович Теплицький, пішов добровольцем на фронт німецько-радянської війни і загинув 1941 року.
У лютому 1993 року репатріювався до Ізраїлю, мешкав у м. Бат-Ямі.
Визнаний найкращим шаховим журналістом Ізраїлю 2002 року Спортивною асоціацією Ізраїлю (ЕЛСІ). П'ять років працював на ізраїльському радіо РЕКА шаховим оглядачем.
Його ім'я увійшло до публікації популярної газети «Секрет» під рубрикою «Єврейські імена».
Серед основних робіт — велике дослідження «Євреї в історії шахів» (1997).
Описав своє життя та історію сім'ї в контексті історичних подій XX століття в автобіографічній книзі «Країна, яка вкрала моє життя».

## Нагороди та визнання
- 2012 — Премія імені Леоніда Вишеславського за літературознавчу розвідку «Поэт с планеты Вышеславия» (дипломант).